# Ligusticum gyirongense
Ligusticum gyirongense là một loài thực vật có hoa trong họ Hoa tán. Loài này được Shan & H.T. Chang mô tả khoa học đầu tiên năm 1986.